# 纳图尔诺
纳图尔诺（義大利語：Naturno），是意大利博尔扎诺-上阿迪杰自治省的一个市镇。总面积67平方公里，人口5440人，人口密度81.2人/平方公里（2009年）。ISTAT代码为021056。